# 徳田八十吉
徳田 八十吉（とくだ やそきち）は九谷焼の陶工の名前である。

## 初代
初代徳田八十吉（1873年11月20日 - 1956年2月20日）は、吉田屋窯風の作風を得意とした。号は鬼仏。指導者として浅蔵五十吉、二代目、三代目徳田八十吉等を育てる。

## 二代目
二代目徳田八十吉（1907年11月1日 - 1997年9月8日）は、1923年に初代の養子となり師事する。1956年、二代目徳田八十吉を襲名。九谷焼の近代化を推進した。1988年、八十吉の名を長男に譲り百々吉を名乗る。初期の号は魁星。

## 三代目
三代目徳田八十吉（1933年9月14日 - 2009年8月26日
）
初代の孫として生まれる。初名は正彦。金沢美術工芸大学短期大学工芸科陶磁専攻中退後に、初代、二代目等に師事。1988年に三代目を襲名。1991年には第11回日本陶芸展で、大賞・秩父宮賜杯を受賞した。1997年6月6日、重要無形文化財「彩釉磁器」の保持者（人間国宝）に認定される。釉薬で色彩を調整した鮮やかな群青色に強い個性がある。海外にも多くの作品を発表して高い評価を得た。また、古九谷の学術研究にも尽力した。

## 四代目
四代目徳田八十吉（1961年 - ）は青山学院女子短期大学卒業。三代目徳田八十吉の長女。三代目の死去を受けて翌2010年襲名。初名は順子。1984年から2年間NHK金沢放送局のキャスター。1986年から三代目八十吉の秘書や着物大使を務める。1990年に石川県九谷焼技術研修所を卒業。2010年3月2日に小松市役所の戸籍変更の手続きを行い、四代目徳田八十吉に襲名した。